# Алі Салмін
Алі Салмін (араб. علي سالمين, нар. 4 лютого 1995) — еміратський футболіст, півзахисник клубу «Аль-Васл» і національної збірної ОАЕ.

## Клубна кар'єра
Народився 4 лютого 1995 року. Вихованець футбольної школи клубу «Аль-Васл». Дорослу футбольну кар'єру розпочав 2012 року в основній команді того ж клубу, кольори якої захищає й донині.

## Виступи за збірні
2014 року дебютував у складі юнацької збірної ОАЕ, взяв участь у 4 іграх на юнацькому рівні.
Того ж 2014 року дебютував в офіційних матчах й у матчах національної збірної ОАЕ.
У складі збірної був учасником домашнього для еміратців кубка Азії з футболу 2019 року.

## Титули і досягнення
- Чемпіон ОАЕ (1):

«Аль-Васл»: 2023-24
- Володар Кубка Президента ОАЕ (1):

«Аль-Васл»: 2023-24